# Актор
Вижте пояснителната страница за други значения на Актор.
Актор (на старогръцки: Ἄκτωρ, Aktor) е герой от древногръцката митология.
Той е син на цар Деион от Фокида и на Диомеда, дъщеря на Ксут. Той има няколко братя Енет, Филак и Кефал, също сестра Астеродея. Според Омир той е от Опус в Локрида. В Тесалия той има с Егина, дъщерята на речния бог Азоп, или с Дамократея, дъщерята на Егина от Зевс, аргонавта Менетей, бащата на Патрокъл.